# Zajdíja

Zajdovské území v Jemenu

Zajdíja (arabsky: الزيدية) je jedna z ší'itských sekt, která dostala název po svém zakladateli Zajdovi ibn Alím (okolo 695–740). Zajd byl vnuk Husajna, což byl vnuk Mohameda, zakladatele islámu. Stoupenci zajdíji jsou označováni jako zajdovci, někdy též pětníci. Označení pětníci pramení ze skutečnosti, že zajdíjovci uznávají pět imámů, přičemž za pátého imáma považují samotného Zajda.
Zajdíja patří k umírněnější větvi islámu. Dodnes má četné stoupence, a to zejména v Jemenu.